# Мишин, Алексей Николаевич
Алексе́й Никола́евич Ми́шин (род. 8 марта 1941, Севастополь, Крымская АССР) — советский и российский тренер по фигурному катанию.

## Образование
- Ленинградский электротехнический институт им. В. И. Ульянова (Ленина) (факультет автоматики и вычислительной техники) (1969)[1]
- аспирантура Ленинградского государственного дважды орденоносного института физкультуры им. П. Ф. Лесгафта (ГДОИФК им. П. Ф. Лесгафта)
- Кандидат педагогических наук (1973)[1]
- Профессор (1990)[1]

## Спортивные достижения
С 1967 г. выступал в паре с Тамарой Москвиной
- Чемпион СССР по фигурному катанию на коньках в парном катании в 1969 году
- 2 место на чемпионате мира в 1969 г. (Колорадо-Спрингс, США)
- 2 место на чемпионате Европы в 1968 г. (Вестерос, Швеция) и 3 место на чемпионате Европы в 1969 г. (Гармиш-Партенкирхен, ФРГ)

## Тренерская работа
C 1973 года работал преподавателем в ГДОИФК им П. Ф. Лесгафта, тренером сборной СССР и России. В начале тренерской карьеры стажировался в США у Карло Фасси, в Германии у Ютты Мюллер, самые сложные элементы и технику катания и методику тренировок он осваивал, учась у таких мастеров, как Станислав Жук, Игорь Москвин.
Заведующий кафедрой конькобежного спорта и фигурного катания Санкт-Петербургской государственной академии физической культуры им. П. Ф. Лесгафта.
Тренер-консультант сборной Нидерландов.
У Алексея Мишина проходили подготовку фигуристы:
- Александр Майоров
- Марина Серова
- Анна Антонова (серебряный призёр чемпионата СССР)
- Виталий Егоров (чемпион мира среди юниоров)[5]
- Татьяна Оленева (чемпионка СССР, тренер и жена Алексея Николаевича Мишина)[5]
- Юрий Овчинников (чемпион СССР, бронзовый призёр чемпионата Европы)[5]
- Алексей Урманов (олимпийский чемпион, чемпион Европы, неоднократный чемпион России)
- Олег Татауров (неоднократный призёр чемпионатов России)
- Руслан Новосельцев[англ.] (победитель зимней Универсиады)
- Татьяна Басова[англ.] (бронзовый призёр чемпионата России)
- Алексей Ягудин (олимпийский чемпион, четырёхкратный чемпион мира, трехкратный чемпион Европы, серебряный и бронзовый призёр чемпионатов России)
- Евгений Плющенко (двукратный олимпийский чемпион, трёхкратный чемпион мира, семикратный чемпион Европы и десятикратный чемпион России)
- Андрей Лутай (неоднократный призёр чемпионатов России)
- Ксения Доронина (двукратная чемпионка России)
- Катарина Гербольдт (бронзовый призёр чемпионата России)
- Артур Гачинский (бронзовый призёр чемпионата мира, серебряный призёр Чемпионата Европы)
- Елизавета Туктамышева (чемпионка мира, чемпионка Европы, победительница Финала Гран-При, чемпионка России, чемпионка I Юношеских Олимпийских Игр в Инсбруке).
- Александр Петров (бронзовый призёр финала Гран-при среди юниоров)
- Каролина Костнер (бронзовый призёр Олимпийских Игр 2014, чемпионка мира, пятикратная чемпионка Европы, девятикратная чемпионка Италии).
- Софья Самодурова (чемпионка Европы)
- Михаил Коляда (серебряный призёр Олимпийских Игр 2018 в командных соревнованиях, бронзовый призёр чемпионата мира, двукратный бронзовый призёр чемпионатов Европы, трехкратный чемпион России)
- Евгений Семененко (Чемпион России 2023, чемпион России 2024, чемпион России среди юниоров 2021, победитель Финала Кубка России 2021, победитель мирового командного чемпионата 2021, бронзовый призёр этапа Гран-при Skate Canada 2021)

Продолжает тренировать спортсменов.
В 2024 году принял участие в съёмках документального фильма «Роман Костомаров: Рождённый дважды».

## Награды и звания
- Орден «За заслуги перед Отечеством» III степени (24 ноября 2021)[6]
- Орден «За заслуги перед Отечеством» IV степени (24 марта 2014) — за большой вклад в организацию подготовки и проведения XXII Олимпийских и XI Параолимпийских зимних игр 2014 года в Сочи и обеспечение успешного выступления сборных команд России[7]
- Орден Дружбы народов (22 апреля 1994) — за высокие спортивные достижения на XVII зимних Олимпийских играх 1994 года[8]
- Медаль ордена «За заслуги перед Отечеством» II степени (21 октября 2010) — за успешную подготовку спортсменов, добившихся высоких спортивных достижений на XXI Олимпийских зимних играх 2010 года в городе Ванкувере (Канада)[9]
- Заслуженный работник физической культуры Российской Федерации (2002)
- Почётная грамота Президента Российской Федерации (2011) — за достигнутые трудовые успехи, многолетнюю добросовестную работу и активную общественную деятельность[10]
- Заслуженный мастер спорта СССР (1969)
- Заслуженный тренер СССР
- Заслуженный тренер России
- Заслуженный тренер УССР
- Благодарность Президента Российской Федерации (5 мая 2003) — за успешную подготовку спортсменов и высокие спортивные достижения на Играх XIX Олимпиады в Солт-Лейк-Сити
- Почётное звание «Лучший в спорте Санкт-Петербурга» (2006 и 2012, Правительство Санкт-Петербурга)
- Почётный диплом Законодательного Собрания Санкт-Петербурга (2002)
- Почётный знак Российской федерации фигурного катания (2003)
- Почётный знак «За заслуги перед Санкт-Петербургом» (2011)[11]

## Личная жизнь
Жена — Татьяна Мишина, заслуженный тренер России, чемпионка СССР по фигурному катанию. Имеет двоих сыновей: Андрея (1977 г. р.) и Николая (1983 г. р.).

## Спортивные достижения
(с Тамарой Москвиной)
| Соревнования/Сезон      | 1965—66 | 1966—67 | 1967—68 | 1968—69 |
| ----------------------- | ------- | ------- | ------- | ------- |
| Зимние Олимпийские игры |         |         | 5       |         |
| Чемпионаты мира         |         | 6       | 4       | 2       |
| Чемпионаты Европы       |         | 6       | 2       | 3       |
| Чемпионаты СССР         |         | 2       | 2       | 1       |
| Зимние Универсиады      | 3       |         |         |         |

## Публикации
- Мишин А. Н. Кинематическая структура некоторых движений фигуриста // Теория и практика физ. культуры. — 1971. — № № 5. — С. 12—14.
- Мишин А. Н. Основные элементы техники многооборотных прыжков фигуриста // Теория и практика физ. культуры. — 1972. — № № 11. — С. 27—29.
- Мишин А. Н. О параметрах вращательного движения тела фигуриста // Теория и практика физ. культуры. — 1973. — № № 4. — С. 10—12.
- Мишин, А. Н. Прыжки в фигурном катании. — М.: Физкультура и спорт, 1976. — 104 с.
- Мишин А. Н. Прыжки в фигурном катании. — М.: Физкультура и спорт, 1976. — 103 с.
- Мишин А. Н. Школа в фигурном катании. — М.: Физкультура и спорт, 1979. — 175 с.
- Мишин А. Н. Биомеханика движений фигуриста. — М.: Физкультура и спорт, 1981. — 144 с.
- Мишин А. Н. Лекция // Обязательные упражнения в фигурном катании на коньках / ГДОИФК им. П. Ф. Лесгафта. — Л., 1985. — 26 с.
- А. Н. Мишин, Ю. В. Якимчук, К. З. Гуляев. Отечественная история фигурного катания на коньках / гос ун-т физ. культуры им. П.Ф. Лесгафта. — СПб.: Олимп, 2006. — 431 с.
- А. Н. Мишин, Ю. В. Якимчук. Фигурное катание в России. Факты, события, судьбы. — РИЦ Северо-Восток, 2007. — С. М.. — 620 с.